# Rio Claro (Rio de Janeiro)
Rio Claro, amtlich Município de Rio Claro, ist ein Ort und eine Gemeinde des brasilianischen Bundesstaates Rio de Janeiro. Die Gemeinde liegt ca. 128 km westlich von der Hauptstadt Rio de Janeiro und hatte auf einer Fläche von 846,797 km² (2018) eine zum 1. Juli 2019 geschätzte Bevölkerung von 18.529 Personen, die Rio-Clarenser (rio-clarenses) genannt werden. Das offizielle Gründungsdatum als Vila de Rio Claro ist der 19. Mai 1849, das Selbstverwaltungsrecht als Stadt erhielt der Ort am 27. Dezember 1929.
Die Gemeinde ist seit 1994 in die folgenden Distrikte unterteilt:
- Rio Claro (Verwaltungssitz)
- Getulândia
- Passa Três
- São João Marcos
- Lídice

Die Nachbargemeinden von Rio Claro sind Angra dos Reis, Bananal (SP), Barra Mansa, Itaguaí, Mangaratiba, Piraí und Volta Redonda.
Die wichtigsten wirtschaftlichen Aktivitäten sind Landwirtschaft (Bananen, Bohnen, Mais), Landwirtschaftliche Chemie und Geflügelzucht.